# جوزيبي فانيتشيلو
جوزيبي فانيتشيلو (بالإيطالية: Giuseppe Funicello)‏ هو لاعب كرة قدم إيطالي، ولد في 19 أبريل 1987 في أجروبولي في إيطاليا. لعب مع نادي فآسا ونادي ماريهامن.

## وصلات خارجية
- جوزيبي فانيتشيلو على موقع قاعدة بيانات كرة القدم.إي يو (الإنجليزية)